# モネダ宮殿

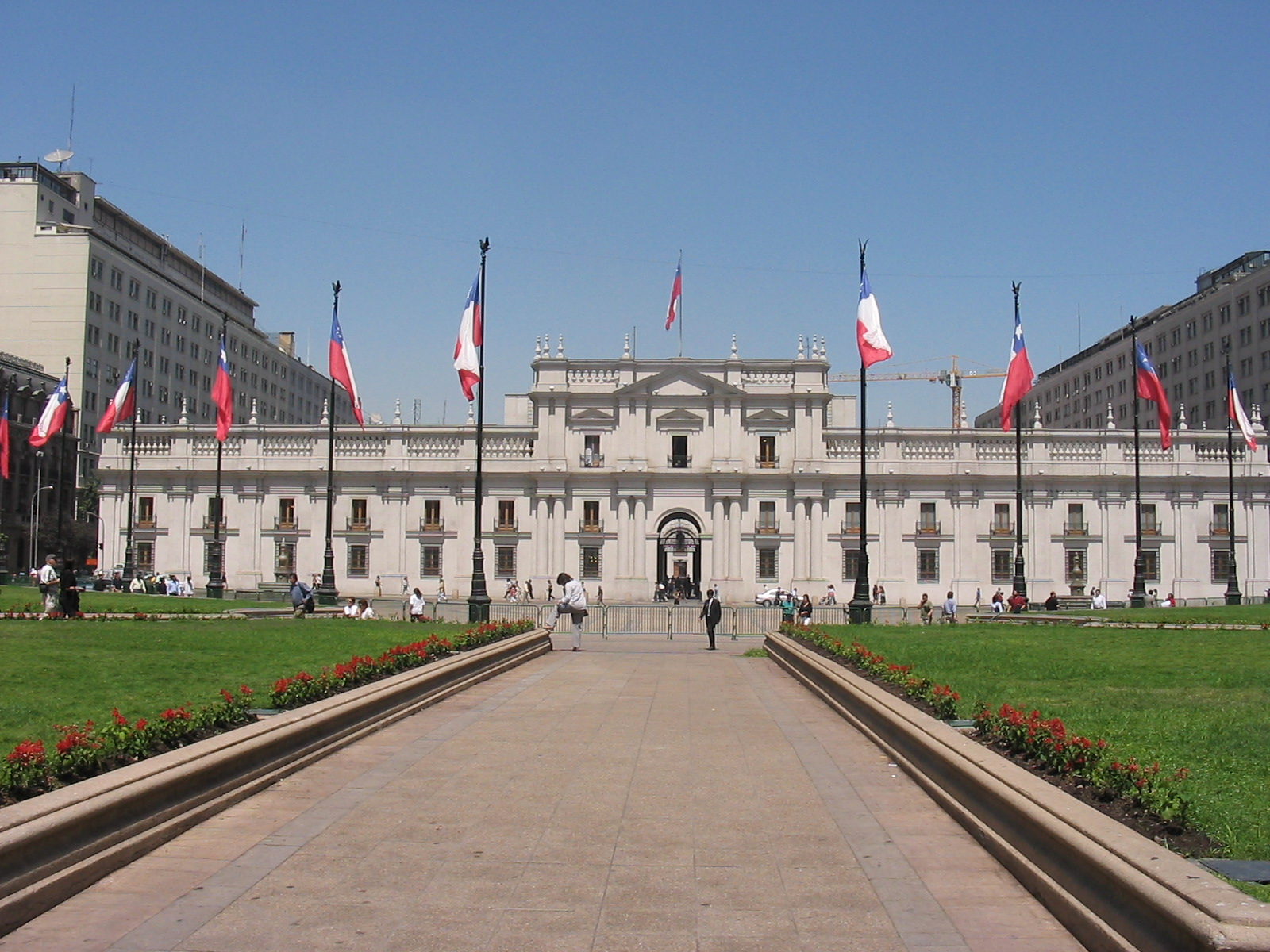
モネダ宮殿 - チリ大統領官邸

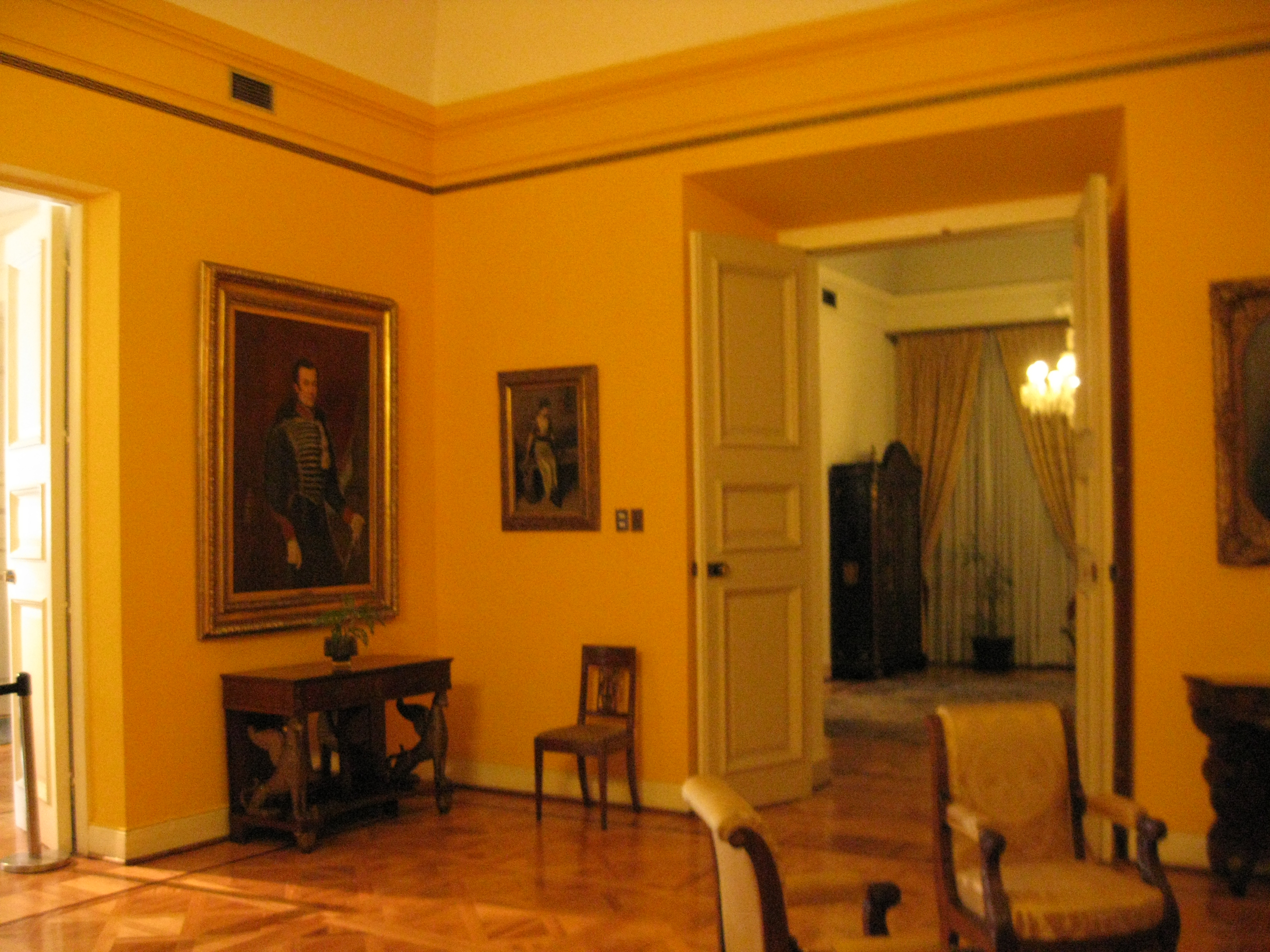
モネダ宮殿内部

モネダ宮殿（モネダきゅうでん、Palacio de La Moneda）は、チリの大統領官邸。

## 概要
1784年に、ホアキン・トエスカ設計の元、スペイン植民地の造幣局の建物として着工され、1805年に完成する。1814年から1829年にかけて、通貨が作られる。
1845年6月より、チリの大統領マヌエル・ブルネスが大統領官邸として使用する。その後、大統領官邸として機能を果たす。ガブリエル・ゴンサレス・ビデラ政権以降、大統領の住まいは別のところとなる。
1973年9月11日、チリ・クーデターが起き、サルバドール・アジェンデがチリ大統領として執務するモネダ宮殿に対して、チリ空軍が爆撃する。自ら銃を手にしたアジェンデ大統領は、戦死したとも、また自殺したとも言われていたが、チリ当局の遺体調査により2011年、自殺であることが判明した。建物も、各所で破壊されたままとなる。
1981年に、大規模な修理が行われ、再建される。2006年には、地下に『モネダ宮殿文化センター』が完成されて、広く市民に公開されている空間となっている。
2008年9月15日にはモネダ宮殿で当時のチリ大統領ミシェル・バチェレによって南米諸国連合緊急首脳会議が開催され、ボリビアの農民虐殺事件をかつてのチリでのアジェンデ政権に対するクーデターになぞらえて非難した。

## 観光
衛兵交代式が1・4・5・8・11・12月は偶数日に、2・3・6・7・9・10月は奇数日に行われている
。